# Петак тринаести 9: Џејсон иде у пакао
Петак тринаести 9: Џејсон иде у пакао (енгл. Jason Goes to Hell: The Final Friday) је амерички хорор филм из 1993. у режији Адама Маркуса, први који је дистрибутовала компанија Њу лајн синема, што је допринело томе да дође до дуго очекиваног филма, Фреди против Џејсона, а појављивање руке Фредија Кругера, која на крају филма одвлачи Џејсона Ворхиса у пакао, је то и званично најавило.
Филм је поново најављен као последњи у серијалу, што ни овог пута није био случај. Наставио је пад свог претходника, Петак тринаести 8: Џејсон осваја Менхетн, али је успео да изроди још наставака. Наредни филм у серијалу снимљен је осам година касније и носи назив Петак тринаести 10: Џејсон икс, али је радња филма Фреди против Џејсона који је снимљен две године након десетог, смештена пре њега, те је он директан наставак на овај филм иако их дели један филм у франшизи.
Кејн Ходер се по трећи пут нашао у улози Џејсона Ворхиса, али се није пуно појављивао, пошто се Џејсон у овом филму најчешће појављује у телу других људи, пошто је ФБИ уништио његово тело, па Џејсон мора привремено да користи туђа док га нека његова рођака поново не роди.
У филму се, у кући Ворхисових, на кратко појавила и књига, Некрономикон, позната и под називом Књига мртвих, која је вероватно главна одговорна за то што Џејсон не умире, али ништа није објашњено. Многи фанови сматрају да је Џејсонова мајка, Памела Ворхис, читала Џејсону књигу док је био мали и бацила на њега чини, које га увек одржавају у животу.

## Радња
Неколико година након своје смрти на Менхетну, Џејсон Вoрхис је на необјашњен начин васкрсао и вратио се на Кристално језеро, где вреба једну жену која се сама довезла аутом на језеро. Та жена, која је заправо агенткиња ФБИ-ја на тајном задатку, намами Џејсона у заседу, где г до зуба наоружани агенти ФБИ-ја и специјалци (SWAT) најпре изрешетају, а потом му разнесу тело динамитом. Џејсонови остаци послати су у федералну мртвачницу у Јангстауну, Охајо, где његово срце, које и даље куца, намами патолога Фила да га поједе, омогућивши убичиној души да поседне његово тело. Џејсон, у телу патолога, побегне из мртвачнице, убивши успут другог патолога и двојицу стражара ФБИ-ја.
На Кристалном језеру Џејсон затекне троје младих кампера и побије их. Када су два полицајца позвана да изврше увиђај, Џејсон убије једног од њих и поседне другог. У међувремену ловац на уцењене главе Крејтон Дјук обелодани да Џејсона једино његови крвни сродници могу уистину да убију, те да ће се он вратити у своје првобитно, скоро непобедиво стање уколико поседне члана своје породице. Једини живи Џејсонови сродници су његова полусестра Дајана Кимбл, њена ћерка Џесика и Стефани, новорођена ванбрачна ћерка Џесике и Стивена Фримана.
Џејсон, у поседнутом телу заменика шерифа Џоша, стигне до Дајанине куће, где Стивен упадне и нападне га. У хаосу Дајана је убијена, а Џејсон побегне. Стивен је осумњичен за Дајанино убиство и ухапшен. У притворској јединици он упозна Дјука, који је притворен због ранијег покушаја да упозори Дајану и потоње конфронтације са шерифом Едом Ландисом. Дјук му открије Џесикино сродство са Џејсоном. Одлучан да стигне до Џесике пре Џејсона, Стивен побегне из притвора. У међувремену Џесика је на судару са својим новим момком, таблоидним ТВ репортером Робертом Кембелом. Стивен оде до куће Ворхисових да нађе доказ како би убедио Џесику, али пропадне у подрум кроз труле даске. Роберт уђе у собу на спрату и прими позив на мобилни телефон који открива да он намерава да "зачини" рејтинг своје емисије фокусирајући се на Џејсонов повратак из мртвих, укравши Дајанино тело из мрвачнице у ту сврху. Џејсон бане унутра и поседне Роберта, док се тело које је напустио растопи. Џејсон, у Робертовом телу, покуша да поседне Џесику да би се поново родио, али га Стивен прекине ударивши га и одведе Џесику у свој аутомобил. Џејсон поново нападне, али га Стивен прегази аутомобилом. Када он покуша да објасни Џесики ситуацију, она му не верује и избаци га из аутомобила, а потом се упути ка полицијској станици.
Џејсон стигне у полицијску станицу, убијајући све полицајце на које наиђе у потрази за Џесиком, коју скоро поседне пре него што га Стивен поново заустави; настали хаос омогући Дјуку да побегне из своје ћелије. Сада поверовавши Стивену, Џесика оде с њим до ресторана да покупи Стефани пре Џејсона. Када Џејсон стигне, нападну га власници ресторана, које он побије заједно са Вики, која га је претходно упуцала сачмаром и пробола га гвозденом шипком. Џесика и Стивен затекну поруку од Дјука, у којој он саопштава да је Стефани код њега, те захтева да Џесика дође сама у кућу Ворхисових.
Џесика се нађе са Дјуком, ком приликом јој он да мистични бодеж уз помоћ којег може заувекј да убије Џејсона. Полицајац Ренди уђе у ресторан, где га поседне Џејсон, напустивши Робертово тело. Дјук пропадне кроз под, а шериф Ландис и Ренди конфронтирају се са Џесиком. Ландис је случајно убијен бодежом, који Џесика потом испусти. Џејон, у Рендијевом телу, покуша да се поново роди посредством Стефани, али му Стивен пресече врат мачетом. Џејсоново срце, које је прерасло у демонско новорођенче, изгмиже из Рендијевог врата. Стивен и Џесика извуку Дјука из подрума док Џејсоново срце открије Дајанино тело и увуче се у њега, што му омогући да се врати у свој првобитни облик.
Док Стивен и Џесика покушавају да узму бодеж, Дјук одврати пажњу Џејсону и убијен је "медвеђим загрљајем". Џејсон се устреми на Џесику пре него што га Стивен избаци кроз прозор. Њих двојица се боре док Џесика покупи бодеж и прободе Џејсона таман кад је овај за длаку убио Стивена. Док се душе које је Џејсон временом акумулирао ослобађају, демонске руке избијају из тла и одвлаче Џејсона у пакао. Стивен и Џесика се затим помире и одшетају у правцу излазећег сунца са својом бебом. Доцније један пас ископа Џејсонову маску чепркајући по прашини. Зачује се смех Фредија Кругера док његова рука са сечивима избије из прашине и повуче Џејсонову маску у пакао.

## Улоге
| Глумац          | Улога                            |
| --------------- | -------------------------------- |
| Џон Лимеј       | Стивен Фриман                    |
| Кари Киган      | Џесика Кимбл                     |
| Стивен Вилијамс | Крејтон Дјук                     |
| Кејн Ходер      | Џејсон Вoрхис                    |
| Расти Швимер    | Џои Би                           |
| Алисон Смит     | Вики                             |
| Ерин Греј       | Дајана Кимбл                     |
| Били Грин Буш   | шериф Ед Ландис                  |
| Ендру Блок      | заменик шерифа Џош               |
| Кип Маркус      | Ренди                            |
| Брук Шер        | Стефани Кимбл                    |
| Кејн Ходер      | рука Фредија Кругера             |
| Ричард Гант     | патолог Фил                      |
| Адам Кранер     | Ворд                             |
| Џули Мајклс     | агенткиња ФБИ-ја Елизабет Маркус |
| Џејмс Глисон    | агент Абернати                   |
| Дин Лори        | Ерик Поуп                        |
| Адам Маркус     | полицајац Биш                    |
| Марк Томпсон    | полицајац Марк                   |
| Брајан Фелпс    | полицајац Брајан                 |
| Блејк Конвеј    | полицајац Андел                  |
| Мадлон Кертис   | полицајац Рајан                  |
| Пол Девин       | Пол                              |
| Мишел Клуни     | Дебора                           |
| Мајкл Силвер    | Лук                              |
| Кетрин Атвуд    | Алексис                          |
| Џонатан Пенер   | Дејвид                           |